# Леджер, Аллан
А́ллан Ледже́р (род. 13 февраля 1948) — канадский серийный убийца, насильник и поджигатель, известный как «Чудовище с Мирамиши».

## Биография
В 1987 году Леджер убил владельца магазина Джона Гленденнинга в Блэк-Ривер-Бридж, Нью-Брансуик. В мае 1989 года Леджер совершил побег во время отбывания пожизненного лишения свободы за это преступление, когда его отправили в госпиталь Монктон для лечения нанесённых самому себе ран. Аллан убедил охранников позволить ему пойти в туалет одному, где открыл наручники куском антенны, спрятанном на теле, и сбежал. После этого Леджер убил ещё четырёх человек: Энни Флэм, сестёр Линду и Донну Дэни и священника Джеймса Смита. Кроме того, он совершил поджог и многочисленные изнасилования. За информацию о нём была обещана награда в 50 000 долларов. Леджер был пойман 24 ноября 1989 года.
Суд над Леджером был одним из первых, где использовалась ДНК в качестве доказательств, несмотря на заявления адвокатов, что схожесть генофонда у жителей региона Мирамиши может привести к ложному сходству. Также Леджера подозревали в ещё одном убийстве, которое доказать не удалось.
Он был приговорён к пожизненному лишению свободы во второй раз в 1991 году. По состоянию на 2008 год, он один из 90 заключённых, содержащихся в Special Handling Unit с максимальной охраной в Квебеке.